# Zhangsolvidae
Zhangsolvidae zijn een uitgestorven familie uit de orde van de tweevleugeligen (Diptera), onderorde vliegen (Brachycera). Wereldwijd omvat deze familie 1 geslacht en 1 soort.